# Syrnola crawfordi
Syrnola crawfordi är en snäckart som beskrevs av Powell 1927. Syrnola crawfordi ingår i släktet Syrnola och familjen Pyramidellidae. Inga underarter finns listade i Catalogue of Life.